# Земље угарске круне
Земље угарске круне, односно Земље свете круне Угарске, биле су земље којима су током историје владали или су на њих претендовали краљеви Угарске, почевши од времена краља Стефана I (1000-1038), па све до пропасти монархије 1918. године. Угарске територијалне претензије биле су изражене у краљевској титули, у којој су помињане све земље угарске круне, односно територије којима су угарски краљеви владали било фактички или номинално. Последњу фазу развоја такве државне идеологије представљао је појам Земље круне Светог Стефана, који се односио на земље у саставу угарског дела Аустроугарске монархије, у периоду од Аустроугарске нагодбе (1867), до распада Аустроугарске (1918).

## Средњи век
Ладислав I Свети је 1091. године (?) користио титулу „краљ Славоније“. Године 1102., за време мађарског краља Коломана, Краљевина Хрватска је ступила у династичку унију са Краљевином Угарском, и тиме је Хрватска постала аутономна краљевина унутар ње, подвргнута Угарској круни. Стога су узастопни угарски краљеви носили додатну титулу „Краљ Хрватске и Далмације“.
Године 1136. краљ Бела II је први пут извршио инвазију на тадашњу Босну и покренуо дуготрајне напоре у покушају да се Босна потчини Угарској круни. Иако је била део мађарске крунске земље, Бановина Босна је била дефакто независна држава током већег дела своје историје.
Године 1137. краљ Бела II преузео је титулу „краља Раме“ („Rex Ramae“) да би означио своју владавину Босном, „Рама“ је име реке у Босни, а тако су били и његови наследници. Краљ Бела II је такође установио нижу титулу "војвода босански" као почасну титулу за свог одраслог сина, касније краља Ладислава II.
Након што су се Стефан Немања и његов син Вукан Немањић заклели на верност краљу Емерику, он је 1202. године преузео титулу краља Србије („Rex Serviae“).
Халицка кнежевина (Кнежевина Галиција) је припојена земљама мађарске круне за време краља Андрије II, који је усвојио титулу „краља Галиције“. Узастопни краљеви су обично носили алтернативну титулу „Краљ Лодомерије и Галиције“, „Лодомерија“ која је означавала град Володимир-Волински (данас у Украјини).
Мађарски Бела IV започео је експанзионистичку политику према Куманији. Он је промовисао хришћанске мисије међу паганским Куманима који су живели у равницама јужно од Карпата. Године 1228. основао је епархију куманску која је у почетку била под јурисдикцијом Естергомске архиепископије. Локалне поглавице су признале његову власт и он је 1233. године усвојио титулу краља Куманије („Rex Cumaniae“).
Краљ Стефан V је освојио територију у Бугарској, примио за вазале њене локалне племиће и после тога носио титулу „краља Бугарске“.

## Рођење три царства
Између 1526. и 1541. године Мађарска краљевина се распала на три дела. Од 16. века па надаље, Мађарска, Хрватска и Ердељ биле су три краљевине круне. Ове земље су имале везе једна са другом, али су током векова постајале све више и више аутономне.
У 18. веку земље мађарске круне чиниле су Краљевина Угарска, Краљевина Хрватска и Краљевина Славонија са градом Фијуме, Кнежевина Трансилванија (1711–1867), Хрватска војна крајина, Славонска војна крајина и српско-мађарске војне границе.
Галицију су стекли Хабзбурзи у име Мађарске круне, међутим, није била припојена Мађарској.
Током Мађарске револуције 1848. године, мађарска влада је у априлским законима из 1848. прогласила да је Трансилванија постала потпуно интегрисана у Мађарску. Међутим, након пропасти револуције, мартовски устав Аустрије дефинисао је да је Кнежевина Трансилванија посебна крунска земља која је потпуно независна од Мађарске.
Године 1867, две крунске владавине, Трансилванија и Мађарска, поново су уједињене у процесу стварања Аустроугарске. Међутим, Краљевина Хрватско-Славонска је задржала и побољшала свој положај као аутономне области у оквиру земаља круне Светог Стефана. Године 1881. укинуте су хрватска и славонска војна граница и уједињене у Хрватско-славонију.
После Првог светског рата, Трансилванија је припала Румунији, а Хрватска (са Славонијом) формирала је Државу Словенаца, Хрвата и Срба (1. децембра 1918. ујединила се са Краљевином Србијом у Краљевину Срба, Хрвата и Словенаца). Град Фијуме је постао краткотрајна Слободна држава Фиуме све до 1924. године када је уступљен Италији. Територије јужномађарских жупанија у Банат, Бачка и Барања (запад Тамишке жупаније, Торонталске жупаније, Бачко-бодрошке жупаније и Барањске жупаније) као покрајине Баната, Бачке и Барање ушле су у састав Краљевине Срба, Хрвата и Словенаца.

## Списак титула
|     | Титула                     | Први мађарски владар са овом титулом |
| --- | -------------------------- | ------------------------------------ |
| 1.  | Краљ Мађарске              | Стефан I Угарски                     |
| 2.  | Краљ Хрватке               | Коломан                              |
| 3.  | Краљ Славоније             | Ладислав I Свети                     |
| 4.  | Краљ Србије                | Емерик Угарски                       |
| 5.  | Владари Галиције           | Андрија II Арпадовић                 |
| 6.  | Краљ Бугарске              | Стефан V Угарски                     |
| 7.  | Влашки владари             | Бела IV                              |
| 8.  | Краљ Лодомерије и Галиције | Карло Роберт                         |
| 9.  | Краљ Раме                  | Бела II                              |
| 10. | Краљ Далмације             | Коломан I                            |
| 11. | Краљ Јерусалема            | Андрија II                           |
| 12. | Гроф Секеља                | Краљ Свети Стефан I                  |
| 13. | Кнез Волхиније             | Машарски краљевски кнез Андраш       |